# Жінка з відрами
«Жінка з відрами» — картина кубофутуристичного періоду творчості російського та українського художника-авангардиста Казимира Малевича, датована 1912 р. Експонується в Музеї сучасного мистецтва в Нью-Йорку.

## Походження
На звороті картини її автор додав слова « Décomposition dynamique de Paysanne aux seaux» («Динамічне розкладання селянина на відра») . Це дійсно кубофутуристична версія картини того самого художника, зроблена роком раніше (1911 р.) та експонована в музеї Стедлейка в Амстердамі.
Така радикальна трансформація іконографічної моделі є рідкісною в історії живопису, зазначає Жан-Клод Маркаде. Це переписування теми того самого художника в абсолютно інших і нових пластичних кодах, і все це за короткий час. З кумира цивілізації з каменю та дерева в 1911 році ми переходимо на металевий ешафот, в 1912 році. Дерев'яні відра і предмети стають металевими, завиті листами. Примітивізм стає футуризмом.
З однієї таблиці в іншу елементи повертаються справа наліво. Циліндричні елементи, конічні, відрегульовані і відновлюють рухи селянського маршу та розміри тіл. Іконографічний принцип примноження руху, запроваджений італійськими футуристами, зустрічається тут, як і у картині Точильник, що походить із тієї ж кубофутуристичної епохи Малевича. Обличчя, що є полюсами привабливості полотна 1911 року, зводяться до конусів, перевернутих у 1912 р..

## Селянка з відрами і дитинанеопримітивного стилю

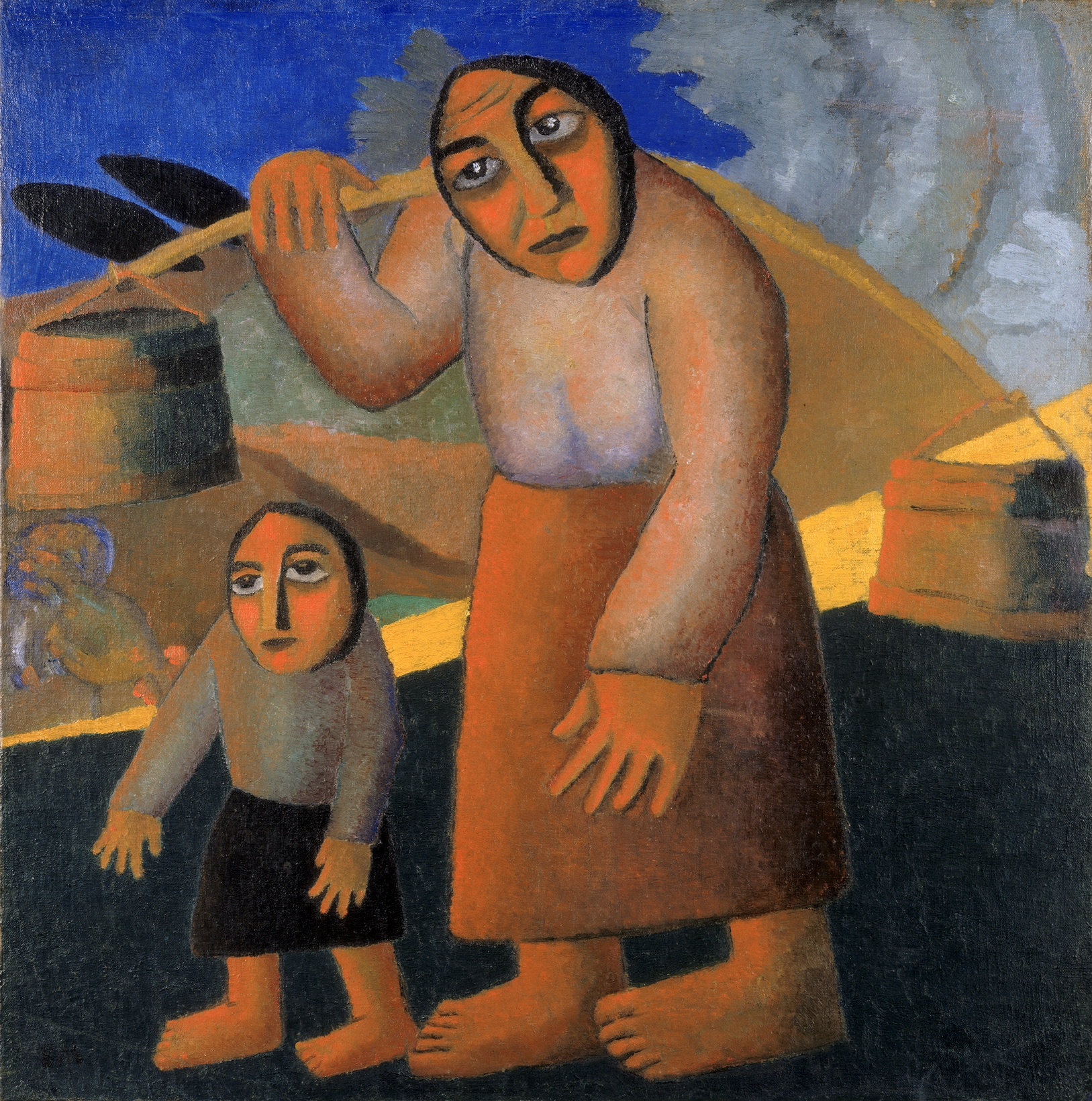
Малевич, селянин з відрами та дитиною, Музей Стедлейка в Амстердамі (1911).

У неопримітивізмі російських резюме образотворчих традиції Сходу. Олександр Шевченко та Наталія Гончарова йдуть настільки далеко, що за допомогою суперечливих ярликів сперечаються, що Стало зрозуміло, що більше немає причин використовувати продукти Заходу, які отримали їх зі Сходу …". Їхнє все ще заплутане відчуття полягає в тому, що росіяни «є Азією», яка є "колискою Націй.
У селянки з відрами 1911 р. Загострені фронти та перебільшені овальні риси обличчя підкреслені та намальовані чітко, без недбалості. Руки і розкльошені ноги персонажів сплюснуті на полотні. Фігури є статичними, виділеними на передньому плані, в той час як вигини довгої лінії та контури створюються з рухом дерев на задньому плані. Малевич також походить із слов'янської культури лубока, яка надає дуже авангардний вигляд своєму селянину та її дитині, які, здається, «ніби вони прийшли з глибини Сходу», за словами Маркаде. Очі широко відкриті — візантійські та відкриті до реальності, якої немає у цього світу. Вони мають ту саму гравітацію, як ікони. Непропорційність форм, жорсткість жестів, наявність півня ліворуч, клювання на роботі зберігає весь його наївний та примітивний присмак. Вага років наполегливої праці на полях відбивається на формі тіл, величезних кінцівок.